# Kiss Me Quick
"Kiss Me Quick" é uma canção do cantor britânico Nathan Sykes. Foi composta pelo próprio com auxílio de Ali Tennant, Jin Choi, Greg Bonnick, Hayden Chapman, e produção de Choi e LDN Noise. O seu lançamento ocorreu a 28 de junho de 2015, como single de estreia do primeiro disco a solo do artista após o início da pausa da banda The Wanted.

## Faixas e formatos
| N.º | Título          | Duração |  |
| 1.  | "Kiss Me Quick" | 3:07    |  |

| EP digital |                                          |         |  |
| N.º        | Título                                   | Duração |  |
| 1.         | "Kiss Me Quick" (Brookes Brothers Remix) | 3:21    |  |
| 2.         | "Kiss Me Quick" (Instrumental)           | 3:08    |  |
| 3.         | "Wait For You"                           | 2:50    |  |
| 4.         | "More Than You'll Ever Know" (Acústico)  | 3:34    |  |

| Remisturas |                                      |         |  |
| N.º        | Título                               | Duração |  |
| 1.         | "Kiss Me Quick" (Jump Smokers Remix) | 3:27    |  |
| 2.         | "Kiss Me Quick" (DiscoTech Remix)    | 4:55    |  |
| 3.         | "Kiss Me Quick" (Fred Falke Remix)   | 3:51    |  |
| 4.         | "Kiss Me Quick" (DJ Mike D Remix)    | 2:54    |  |

## Desempenho nas tabelas musicais

### Posições
| Tabela musical (2015)                            | Melhor posição |
| ------------------------------------------------ | -------------- |
| Bélgica - Ultratip (Flandres)                    | 80             |
| Escócia - Scottish Singles Chart                 | 19             |
| Estados Unidos - Billboard Dance/Club Play Songs | 1              |
| Reino Unido - UK Singles Chart                   | 14             |